# Silvia Olari (EP)
Silvia Olari è l'EP, di debutto solista, della cantautrice italiana Silvia Olari, pubblicato il 10 aprile 2009 dalla casa discografica Warner Music Italy.

## Descrizione
Nell'album vengono riproposte Wise Girl e Raccontami di te presentate durante l'ottava edizione di Amici di Maria de Filippi ed inseriti anche nella compilation legata al programma, Scialla. Non è contenuta la canzone Tutto il tempo che vorrai presente anch'essa nella compilation.
L'ep contiene altri cinque inediti incluso il singolo di lancio Fino all'anima, composto nelle musiche da Nek e Gianni Bella e scritto da Gianni Bella e Antonello de Sanctis, in rotazione radiofonica dal 13 aprile 2009.
La produzione dell'album è stata affidata al suo professore di Amici Luca Jurman, coinvolto sia come arrangiatore che come musicista al pianoforte.

## Tracce
1. Fino all'anima – 3:47 (testo: Gianni Bella, Antonello de Sanctis – musica: Nek, Gianni Bella)
2. Apro le mie ali – 3:49 (Luca Longhini)
3. Everyday – 4:02 (testo: Sandy Chambers – musica: Luca Jurman, Francesco Sighieri)
4. Che posso darti ancora – 3:33 (Paolo Simoni)
5. Rivoluzione – 4:17 (Luca Longhini)
6. Raccontami di te – 3:43 (Federica Camba, Diego Calvetti e Daniele Coro)
7. Wise Girl – 4:06 (Massimo Zanotti)

## Classifiche
| Classifica (2009) | Posizione massima |
| ----------------- | ----------------- |
| Italia            | 21                |